# Бороздин, Дмитрий Ильич
Дмитрий Ильич Бороздин — советский хозяйственный, государственный и политический деятель, генерал-майор.

## Биография
Родился в 1926 году в деревне Бороздины. Член КПСС.
С 1949 года — на хозяйственной, общественной и политической работе. В 1949—1983 гг. — конструктор, мастер котельного цеха, начальник КБ, главный инженер судоремонтного завода в Новой Ладоге, старший инженер-конструктор СРЗ в Новгороде, инструктор промышленно-транспортного отдела, заместитель заведующего организационным отделом Новгородского горкома КПСС, заведующий промышленно-транспортным отделом Новгородского обкома, 1-й секретарь Новгородского горкома КПСС, начальник УКГБ по Новгородской области, начальник УКГБ по Камчатской области.
Делегат XXIII съезда КПСС.
Умер в Санкт-Петербурге в 2014 году.